# Ciak d'oro 2016
La 30ª edizione dei Ciak d'oro si è tenuta l'8 giugno 2016 a Roma negli stabilimenti di Cinecittà.

## Vincitori e candidati
I vincitori sono indicati in grassetto, a seguire gli altri candidati.

### Miglior film
- Perfetti sconosciuti di Paolo Genovese

### Miglior regista
- Matteo Garrone - Il racconto dei racconti - Tale of Tales

### Migliore attore protagonista
- Marco Giallini - Perfetti sconosciuti

### Migliore attrice protagonista
- Sabrina Ferilli - Io e lei

### Migliore attore non protagonista
- Luca Marinelli - Lo chiamavano Jeeg Robot
  - Alessandro Borghi - Suburra
  - Fabrizio Bentivoglio - Gli ultimi saranno ultimi
  - Giuseppe Battiston - La felicità è un sistema complesso
  - Paolo Calabresi - La corrispondenza e Nemiche per la pelle
  - Thomas Trabacchi - Un bacio

### Migliore attrice non protagonista
- Sonia Bergamasco - Quo vado?
  - Alessia Barela - Io e lei
  - Antonia Truppo - Lo chiamavano Jeeg Robot
  - Carolina Crescentini - Assolo
  - Elisabetta De Vito - Non essere cattivo

### Migliore produttore
- Valerio Mastandrea per Kimera Film, con Rai Cinema e Taodue - Non essere cattivo

### Migliore opera prima
- Gabriele Mainetti - Lo chiamavano Jeeg Robot

### Migliore sceneggiatura
- Filippo Bologna, Paolo Costella, Paolo Genovese, Paola Mammini e Rolando Ravello - Perfetti sconosciuti
  - Edoardo Albinati, Ugo Chiti, Matteo Garrone, Massimo Gaudioso - Il racconto dei racconti - Tale of Tales
  - Menotti, Nicola Guaglianone - Lo chiamavano Jeeg Robot
  - Claudio Caligari, Giordano Meacci, Francesca Serafini - Non essere cattivo
  - Ivan Cotroneo, Monica Rametta - Un bacio
  - Paolo Sorrentino - Youth - La giovinezza

### Migliore fotografia
- Luca Bigazzi - Youth - La giovinezza e Un bacio
  - Gianfranco Rosi - Fuocoammare
  - Peter Suschitzky - Il racconto dei racconti - Tale of Tales
  - Michele D'Attanasio - Lo chiamavano Jeeg Robot e Veloce come il vento
  - Maurizio Calvesi - Non essere cattivo
  - Daniele Ciprì - Sangue del mio sangue

### Migliore sonoro
- Angelo Bonanni e Diego De Santis - Veloce come il vento
  - Maricetta Lombardo, Davide D'Onofrio - Il racconto dei racconti - Tale of Tales
  - Valentino Giannì, Stefano Sabatini, Biagio Gurrieri - Lo chiamavano Jeeg Robot

### Migliore scenografia
- Dimitri Capuani, Alessia Anfuso - Il racconto dei racconti - Tale of Tales
  - Giada Esposito - Le confessioni
  - Massimiliano Sturiale - Lo chiamavano Jeeg Robot
  - Giada Calabria - Non essere cattivo
  - Ludovica Ferrario - Youth - La giovinezza

### Migliore montaggio
- Jacopo Quadri - Fuocoammare
  - Andrea Maguolo, Federico Conforti - Lo chiamavano Jeeg Robot
  - Consuelo Catucci - Perfetti sconosciuti
  - Gianni Vezzosi - Veloce come il vento
  - Cristiano Travaglioli - Youth - La giovinezza

### Migliore costumi
- Massimo Cantini Parrini - Il racconto dei racconti - Tale of Tales
  - Giulia Piersanti - A Bigger Splash
  - Mary Montalto - Lo chiamavano Jeeg Robot
  - Maria Cristina La Parola - Veloce come il vento
  - Carlo Poggioli - Youth - La giovinezza

### Migliore colonna sonora
- Michele Braga e Gabriele Mainetti - Lo chiamavano Jeeg Robot
  - Pasquale Catalano - Alaska
  - Nicola Piovani - Assolo
  - Gabriele Roberto - Io e lei
  - Ennio Morricone - La corrispondenza

### Ciak d'oro per il migliore manifesto
- Lo chiamavano Jeeg Robot

### Ciak d'oro Mini/Skoda Bello & Invisibile
- Bella e perduta di Pietro Marcello

### Ciak d'oro alla rivelazione dell'anno
- Greta Scarano - Suburra e Alessandro Borghi -Non essere cattivo e Suburra

### Ciak d'oro per la migliore canzone originale
- Perfetti sconosciuti di Fiorella Mannoia, Bungaro e Cesare Chiodo - Perfetti sconosciuti

### Ciak d'oro Alice giovani
- Un bacio di Ivan Cotroneo

### Ciak d'oro alla carriera
- non assegnato

### Super Ciak d'oro
- Lino Banfi

### Ciak d'oro specialeSerial Movie
- Miriam Leone - Non uccidere